# Колыванский камнерезный завод
Колыванский камнерезный завод (официально Государственное унитарное предприятие «Колыванский камнерезный завод имени И. И. Ползунова») — предприятие по обработке камня в селе Колывань Алтайского края РФ.
С 1802 года на фабрике из местных цветных камней (яшма, агат, порфир, мрамор, гранит, брекчия и др.) изготовлялись декоративные изделия для дворцов (вазы, камины, торшеры, колонны), а с середины XX века развивалась обработка яшмы, порфиритов, кварцитов, мраморов для технических и художественных изделий.

## Основание
В 1728 году предпринимателем Акинфием Демидовым на месте будущего села Колывань на берегу реки Белая был открыт Колывано-Воскресенский медеплавильный завод.
В 1785 году на Колывано-Воскресенских заводах побывал чиновник Кабинета её императорского величества П. А. Соймонов. По его приказанию на берегах горных речек были отобраны гальки разноцветных камней. После того, как алтайские камни были представлены в Санкт-Петербурге императрице Екатерине II, последовал высочайший указ об устройстве на Алтае шлифовальной фабрики. В 1786 году на Локтевском заводе была открыта шлифовальная мельница, руководить которой стал приехавший с Петергофской гранильной фабрики мастер Пётр Бакланов. Выучившийся у него сын мастерового Филипп Стрижков придумал машины, которые облегчили обработку камня.

## XIX — начало XX века
В 1799 году был закрыт Колыванский медеплавильный завод. Было решено использовать оставшуюся после него плотину для новой шлифовальной фабрики. Под руководством Ф. Стрижова началось строительство фабрики нового типа, на которой обработка камней осуществлялась бы машинами, приводимыми в движение энергией воды. В феврале 1802 года начали работу первые машины, а в августе 1802 года фабрика заработала на полную мощность. Начальник Алтайских заводов В. Чулков заявил:
…означенная шлифовальная мельница в минувшем 1802 всем ея устройством окончена и ныне находится в надлежащем её действии. Мельница сия мастером Стрижковым под точным его руководством и распоряжением расположена и устроена весьма прочно…
Применение машин в несколько раз ускорило обработку камня по сравнению с Петергофской и Екатеринбургской фабриками и позволило колыванским мастерам ваять крупные вещи, используя монолитные самоцветные блоки с близлежащих месторождений. К 1810 году Колывань уже отправляла в Петербург каменные пустотелые чаши трехаршинного диаметра, сделанные из ревневской яшмы, а в 1825 году началось изготовление крупнейшей в мире чаши «Царица ваз», имевшей овальную форму и достигавшей 7 аршин в большом сечении. Работу над этой чашей начал сменивший умершего в 1811 году Ф.Стрижкова Михаил Лаулин, но он не дожил до окончания обработки, умерев в 1835 году; лишь в 1843 году готовая чаша, наконец, была доставлена в Санкт-Петербург.
В 1856 году Кабинетом императорского двора фабрике было приказано изготовить 18 колонн из ревневской яшмы для строящегося в Москве Храма Христа Спасителя. Фабрика изготавливала по 2-3 колонны в год; последняя 12-я колонна (от изготовления остальных отказались) была отгружена в Москву в 1862 году.
У фабрики было четыре каменоломни — Ревневская (зеленоволнистая яшма), Белорецкая (кварцит), Коргонская (порфир, яшмы) и Гора Разработанная (розовый кварц).

## В СССР
В 1917 году фабрика была национализирована. Лишившись заказчика в лице Кабинета императорского двора, она перестала производить высокохудожественные изделия. В 1945 году по случаю победы в Великой Отечественной войне на фабрике по проекту художника Алексея Иевлева было изготовлено одиннадцать ваз, которые были отправлены в Ленинград, но так и не были проданы.
В 1949 году Колыванская шлифовальная фабрика была переименована в Колыванский камнерезный завод имени И. И. Ползунова.
В 1970-х годах на завод вновь стали поступать заказы на вазы — на этот раз из городов Алтая. Затем география заказчиков изделий из резного камня стала расширяться: продукцией фабрики заинтересовались Новосибирск, Усть-Каменогорск. В 1982—1985 годах было изготовлено огромное камнесамоцветное панно для речного вокзала в Барнауле, которое пропало при сносе здания речного вокзала в 2022 году.

## Современность
После распада СССР завод перешёл в подчинение Министерства коммунального хозяйства России. В сложные 1990-е годы завод не смог выжить, и в 1998 году волевым решением администрации края был обанкрочен, чтобы списать его многочисленные долги. В марте 1998 года завод передали в ведение «Алтайавтодора». «Алтайавтодор» выступил как непосредственный заказчик на изделия из гранита, и Колывань получила большой заказ на изготовление бордюрного камня. В результате первый камнерезный центр Сибири продолжает функционировать до сих пор. При заводе имеется музей с очень интересной экспозицией, проводятся экскурсии по заводу.